# 顺政郡
顺政郡，中国南北朝时设置的郡。
西魏改武兴郡置，治所在汉曲县（今陕西省略阳县），属兴州。辖境约今陕西省略阳县地。隋朝开皇三年（583年）废。大业三年（607年）复置。治所在顺政县（今略阳县）。唐朝武德元年（618年）改为兴州。天宝元年（742年）复为顺政郡。下辖顺政县、鸣水县（今甘肃省康县大南峪乡郑家湾村）、长举县（今陕西省略阳县白水江镇长峰村）。乾元元年（758年）复改为兴州。
唐朝顺政郡太守
- 房涣（749年）
- 王某（天宝年间）